# Ибрагимов, Анар Адиль оглы
Анар Адиль оглы Ибрагимов (азерб. Anar Adil oğlu İbrahimov; род. 14 августа 1976, Беюкдуз, Нахичеванская АССР) — депутат Верховного Собрания Нахичеванской Автономной Республики II, III, IV, V, VI созывов. Председатель Верховного Собрания Нахичеванской Автономной Республики (с 2023 года по 26 сентября 2024 года).

## Биография
Родился 14 августа 1976 года в с. Беюкдуз Кенгерлинского района НАР.
Окончил факультет политологии Бакинского института политологии и социального управления.
В 2017 году окончил магистратуру университета Сакарья по специальности «общественные науки и государственное управление».
С 1997 по 1998 год являлся ведущим специалистом, с 1998 по 1999 год — начальником отдела, с 1999 по 2001 год — заместителем начальника Комитета по антимонопольной политике и помощи предпринимателям НАР.
С 2000 по 2001 год являлся заместителем исполнительного директора Фонда помощи предпринимателям.
С 2001 по 2021 год являлся исполнительным секретарём нахичеванского отделения партии «Новый Азербайджан».
С 29 февраля 2020 по 2023 год являлся председателем Совета профессиональных союзов НАР.
С 2021 года является главой аппарата и заместителем председателя нахичеванского отделения партии «Новый Азербайджан».
С 16 мая 2023 года являлся заместителем председателя Верховного меджлиса Нахичеванской Автономной Республики.
Глава азербайджанской делегации Конгресса местных и региональных властей Совета Европы (с мая 2006). Член постоянного комитета и комитета по мониторингу Конгресса.
С 2007 по 2010 год являлся членом постоянной рабочей группы «Регионы, обладающие законодательными полномочиями» Совета Европы.
В 2015-16 и 2019-20 годах являлся сопредседателем Конгресса местных и региональных властей Европы.
Депутат Верховного Собрания Нахичеванской Автономной Республики II, III, IV, V, VI созывов (с 2000) от 16-го Киврагского избирательного округа.
Председатель Верховного Собрания Нахичеванской Автономной Республики (с 2023 года по 26 сентября 2024 года).
Член партии «Новый Азербайджан».

## Награды
- Медаль «100-летие Гейдара Алиева (1923—2023)»